# Xalet Cruz
El Xalet Cruz és una obra noucentista de Castell d'Aro, Platja d'Aro i s'Agaró (Baix Empordà) protegida com a Bé Cultural d'Interès Local. La casa Cruz és situada dins la urbanització de s'Agaró. La parcel·la limita amb el camí de ronda.

## Descripció
El xalet consta de planta baixa i pis. En el seu desenvolupament cap al camí de Ronda, la diferència de nivell fa que apareguin fins a tres plantes a la façana de mar. La última terrassa del jardí queda per damunt del camí de ronda. La façana de mar té un volum central que surt del cos principal i separa unes obertures agrupades a la banda oest, d'una gran obertura en forma d'arc a la part est. Aquest cos central té una agrupació d'obertures a la part més alta, amb brancals de pedra. La última planta sobre el camí de ronda és molt tancada, de pedra, amb pilastres contraforts de pedra tallada acompanyant els cossos de l'arcada i central. La construcció ha sofert remodelacions, al 1980, que van suposar canvis en l'estructura originària.

## Història
El xalet Cruz fou construït pels germans José i Joan Cruz, motiu pel qual el xalet estava dividit en dos habitatges (Avinguda sa Conca, 10-12).